# PlayStation: The Official Magazine
PlayStation: The Official Magazine (PTOM) – magazyn poświęcony tematyce gier komputerowych, ukazujący się jako miesięcznik. Magazyn jest wydawany w Stanach Zjednoczonych. Do 2007 wydawany jako „PlayStation Magazine”. Corocznie wychodziło na rynek trzynaście numerów wydawanych przez Future plc. W 2012 roku pismo zostało wycofane z rynku.